# آلفا ۲۴ اچ‌پی

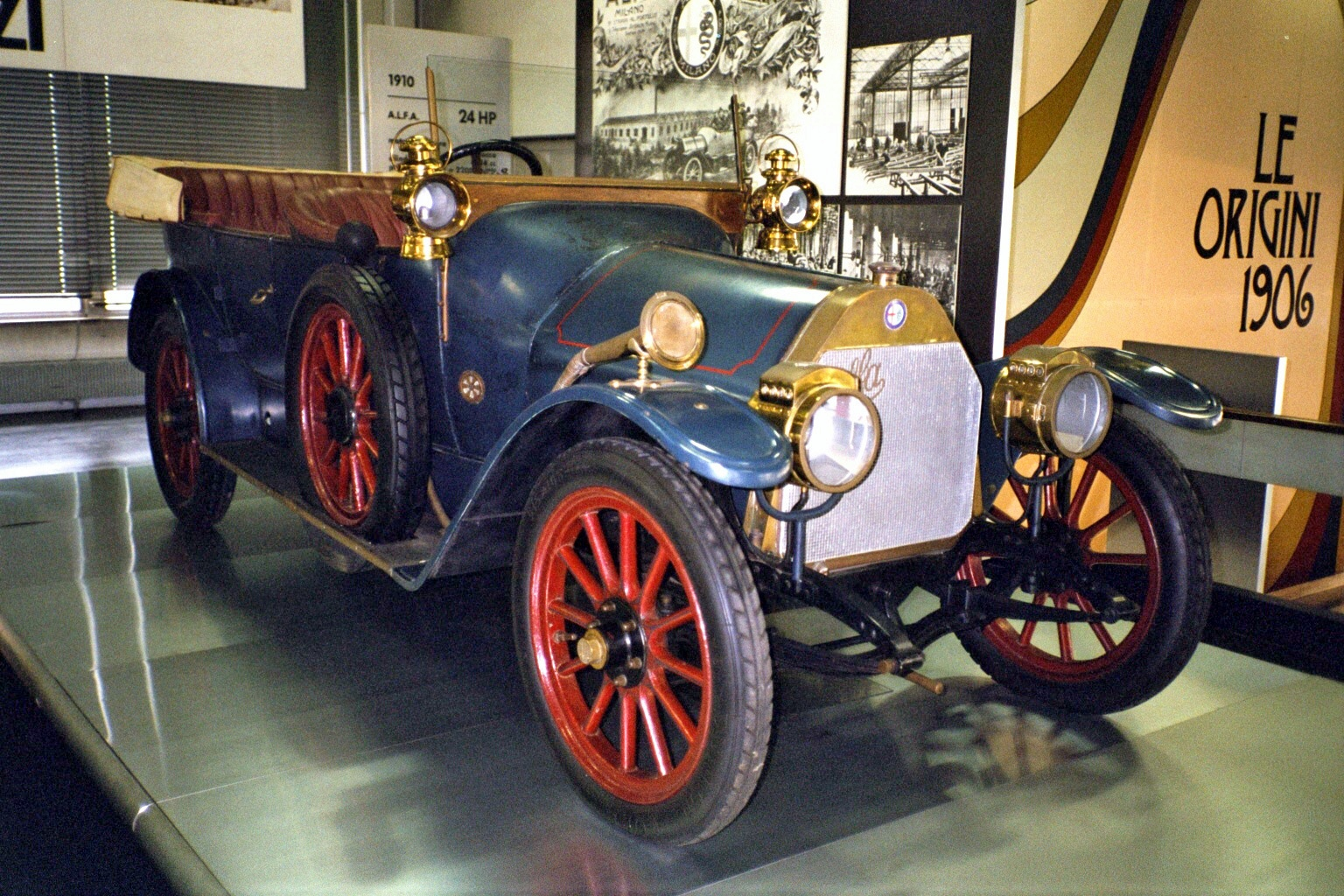
آلفا ۲۴ اچ‌پی

آلفا ۲۴ اچ‌پی (به انگلیسی: A.L.F.A 24 HP) خودرویی بود، که در سال ۱۹۱۰ ساخته شد و نخستین خودروی تولید شده توسط شرکت خودروسازی آلفا بود. این شرکت بعدها در پی خریداری توسط مهندس ایتالیایی؛ نیکولا رومئو به آلفا رومئو تغییر نام داد، که در عمل این خودرو امروزه به‌عنوان نخستین خودروی ساخته شده توسط آلفا رومئو شناخته می‌شود.
طراحی آلفا ۲۴ اچ‌پی از نوع خودروهای موتور جلو-محور عقب بود و دارای موتوری با گنجایش ۴٫۰۸۲ سی‌سی بود که به صورت ۴ دنده دستی و حداکثر سرعت آن ۱۰۰ کیلومتر بر ساعت برآورد شده بود. از این خودرو تا سال ۱۹۱۳ بیش از ۲۰۰ دستگاه ساخته‌شد.